# Мтацминда (район)
Мта́цминда (груз. მთაწმინდა) — центральный район Тбилиси, расположенный между одноимённой горой и рекой Кура. На юге граничит с районом Сололаки, на севере — с районом Вера.
Осью района является проспект Руставели, начинающийся на площади Свободы и проходящий через весь район до его границы возле метро «Руставели».
В районе есть как жилые, так и административные кварталы. На территории района находится множество памятников истории и архитектуры, в частности, храм Кашвети, историческое старое здание парламента Грузии, некоторые органы центральной власти Грузии.

## История
Один из старых районов города. Стал активно застраиваться после присоединения Грузии к Российской империи (1805).
Современное архитектурное развитие района вызывает тревогу у специалистов.